# Pauline Whittier
Pauline "Polly" Whittier (9 de dezembro de 1876 — 3 de março de 1946) foi uma golfista norte-americana que competiu no golfe nos Jogos Olímpicos de Verão de 1900, onde ganhou a medalha de prata na competição feminina.